# 宋哲

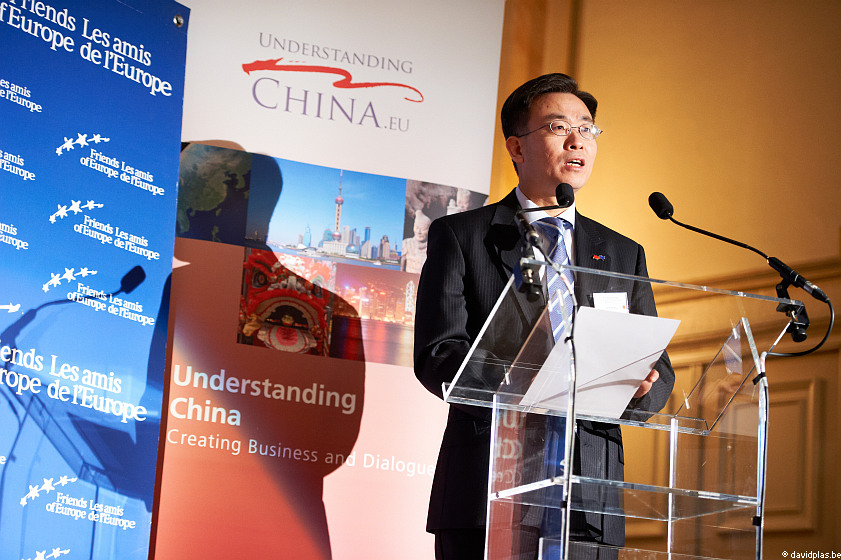
2011年的宋哲

宋哲（1960年4月—），黑龍江五常人，南開大學經濟學院世界經濟學碩士研究生，前任國務院港澳事務辦公室副主任。

## 生平
1983年，进入中华人民共和国外交部工作，任中国人民外交学会科员，后升任随员、三秘。1988年，任驻英国大使馆三秘，后升任二秘。1992年，任外交部西欧司二秘，后升任副处长、一秘、处长。2000年，外派任驻英国大使馆参赞。2001年，任外交部西欧司参赞。2002年，升任外交部西欧司副司长。2003年，任国务院办公厅局长。2008年3月，出任中华人民共和国驻欧盟使团团长。2012年5月，出任中华人民共和国外交部驻香港特派员公署特派员。2016年12月，任國務院港澳事務辦公室副主任。2022年3月，任满离职退休。

## 家庭
已婚，育有一女。